# Dorset Football League
Dorset Football League är en engelsk fotbollsliga baserad i Dorset. Den har fem divisioner och toppdivisionen Senior League ligger på nivå 12 i det engelska ligasystemet.
Ligan är en matarliga till Dorset Premier Football League.

## Mästare
| Säsong  | Senior Division |
| ------- | --------------- |
| 2006/07 | Wincanton Town  |
| 2007/08 | Wincanton Town  |
| 2008/09 | Parley Sports   |
| 2009/10 | Easton United   |
| 2010/11 | Tintinhull      |